# Seznam oxidů
Toto je seznam oxidů.

## Oxidy podle oxidačních čísel

### Oxidační číslo I
- Oxid měďný (Cu2O)
- Oxid chlorný (Cl2O)
- Oxid lithný (Li2O)
- Oxid dusný (N2O)
- Oxid draselný (K2O)
- Oxid rubidný (Rb2O)
- Oxid stříbrný (Ag2O)
- Oxid thallný (Tl2O)
- Oxid sodný (Na2O)
- Oxid cesný (Cs2O)
- Oxid gallný (Ga2O)
- Voda (H2O)

### Oxidační číslo II
- Oxid barnatý (BaO)
- Oxid berylnatý (BeO)
- Oxid kademnatý (CdO)
- Oxid vápenatý (CaO)
- Oxid uhelnatý (CO)
- Oxid kobaltnatý (CoO)
- Oxid měďnatý (CuO)
- Oxid železnatý (FeO)
- Oxid olovnatý (PbO)
- Oxid hořečnatý (MgO)
- Oxid rtuťnatý (HgO)
- Oxid nikelnatý (NiO)
- Oxid dusnatý (NO)
- Oxid palladnatý (PdO)
- Oxid stříbrnatý (AgO)
- Oxid strontnatý (SrO)
- Oxid sirnatý (SO)
- Oxid cínatý (SnO)
- Oxid titanatý (TiO)
- Oxid vanadnatý (VO)
- Oxid zinečnatý (ZnO)
- Oxid zlatnatý (AuO)
- Oxid osminatý (OsO)
- Oxid ruthenatý (RuO)

### Oxidační číslo III
- Oxid hlinitý (Al2O3)
- Oxid antimonitý (Sb2O3)
- Oxid arsenitý (As4O6)
- Oxid bismutitý (Bi2O3)
- Oxid boritý (B2O3)
- Oxid chromitý (Cr2O3)
- Oxid dusitý (N2O3)
- Oxid erbitý (Er2O3)
- Oxid gadolinitý (Gd2O3)
- Oxid gallitý (Ga2O3)
- Oxid holmitý (Ho2O3)
- Oxid inditý (In2O3)
- Oxid železitý (Fe2O3)
- Oxid lanthanitý (La2O3)
- Oxid lutecitý (Lu2O3)
- Oxid niklitý (Ni2O3)
- Oxid fosforitý (P4O6)
- Oxid promethitý (Pm2O3)
- Oxid rhoditý (Rh2O3)
- Oxid samaritý (Sm2O3)
- Oxid skanditý (Sc2O3)
- Oxid terbitý (Tb2O3)
- Oxid thallitý (Tl2O3)
- Oxid thulitý (Tm2O3)
- Oxid titanitý (Ti2O3)
- Oxid wolframitý (W2O3)
- Oxid vanaditý (V2O3)
- Oxid ytterbitý (Yb2O3)
- Oxid yttritý (Y2O3)
- Oxid měditý (Cu2O3)
- Oxid zlatitý (Au2O3)
- Oxid chloritý (Cl2O3)
- Oxid americitý (Am2O3)
- Oxid ruthenitý (Ru2O3)

### Oxidační číslo IV
- Oxid uhličitý (CO2)
- Oxid ceričitý (CeO2)
- Oxid chloričitý (ClO2)
- Oxid chromičitý (CrO2)
- Oxid dusičitý (N2O4 či NO2)
- Oxid germaničitý (GeO2)
- Oxid hafničitý (HfO2)
- Oxid molybdeničitý (MoO2)
- Oxid neptuničitý (NpO2)
- Oxid osmičitý (OsO2)
- Oxid olovičitý (PbO2)
- Oxid plutoničitý (PuO2)
- Oxid protaktiničitý (PaO2)
- Oxid rutheničitý (RuO2)
- Oxid seleničitý (SeO2)
- Oxid křemičitý (SiO2)
- Oxid siřičitý (SO2)
- Oxid telluričitý (TeO2)
- Oxid thoričitý (ThO2)
- Oxid cíničitý (SnO2)
- Oxid titaničitý (TiO2)
- Oxid wolframičitý (WO2)
- Oxid uraničitý (UO2)
- Oxid vanadičitý (VO2)
- Oxid zirkoničitý (ZrO2)

### Oxidační číslo V
- Oxid antimoničný (Sb2O5)
- Oxid arseničný (As2O5)
- Oxid dusičný (N2O5)
- Oxid fosforečný (P4O10)
- Oxid tantaličný (Ta2O5)
- Oxid vanadičný (V2O5)
- Oxid chlorečný (Cl2O5)

### Oxidační číslo VI
- Oxid molybdenový (MoO3)
- Oxid rheniový (ReO3)
- Oxid selenový (SeO3)
- Oxid sírový (SO3)
- Oxid tellurový (TeO3)
- Oxid wolframový (WO3)
- Oxid uranový (UO3)
- Oxid xenonový (XeO3)
- Oxid rutheniový (RuO3)
- Oxid osmiový (OsO3)

### Oxidační číslo VII
- Oxid chloristý (Cl2O7)
- Oxid manganistý (Mn2O7)
- Oxid rhenistý (Re2O7)
- Oxid technecistý (Tc2O7)
- Oxid germanistý (Ge2O7)
- Oxid selenistý (Se2O7)

### Oxidační číslo VIII
- Oxid osmičelý (OsO4)
- Oxid rutheničelý (RuO4)
- Oxid xenoničelý (XeO4)
- Oxid hassičelý (HsO4)
- Oxid iridičelý (IrO4)